# Метал
Метал (од грчког μέταλλον métallon, "рудник, каменолом, метал") супстанција је која се састоји од атома металних хемијских елемената. Између атома метала се формира карактеристична метална веза.
Већина метала су тврде, сјајне, чврсте супстанце кристалне структуре на собној температури. Многи од њих су растегљиви, што значи да се могу извлачити у дуге цеви или жице. Многи су, такође и ковни, што значи да се могу исковати у танке листове. Бакар, злато и олово су међу најковнијим металима. Злато је најковније од свих метала и може се истањити у листиће који су дебели само два микрона (два милионита дела метра).
Метали се, углавном, лако обликују када су загрејани. Већина метала загревањем на веома високим температурама прелази у течно стање. Отопљен или течан метал се може сипати у калупе или модле. Када се метал охлади он очвршћава у облику калупа. Метали се могу обликовати у различите облике укључујући и цеви. Челични носачи се користе као конструкциони елементи. Челик је легура гвожђа, угљеника и других хемијских елемената.
За металне елементе узимају се хемијски елементи који у чистом облику показују физичке и хемијске особине метала. Те особине су:
- добра електрична проводљивост
- добра топлотна проводљивост
- доста велике склоности за грађење хемијских једињења са базним особинама него са киселим.

Метали и њихове легуре имају одличне механичке особине због чега се користе за изградњу машина и алата, а такође и као и материјали у грађевинарству.

## Подела
Велика већина у периодном систему су метали. По месту на коме се налазе у периодном систему деле се на:
- алкалне метале као што су: литијум, натријум, калијум...
- земљане алкалне метале као што су: берилијум, калцијум, магнезијум ...
- слабе метале као што су: алуминијум, калај, антимон ...
- прелазне метале као што су: злато, бакар, никл, платина...
- актиноиде и лантаноиде као што су: уранијум, радијум, плутонијум и остали.

Према температури топљења деле се на: тешко топљиве(Cu, Ni, Fe, W, V, Mo) и лако топљиве (Sn, Pb, Cd, Al, Mg, Zn).
Према специфичној тежини деле се на лаке (густина им је мања од 5 g/cm3) и тешке (густина им је већа од 5 g/cm3). Најлакши метал је литијум (ρ=0,53 g/cm3) он плива по води, најтежи метал је осмијум (ρ=22,6 g/cm3).

## Структура и везивање
Атоми металних супстанци су обично уређени у једну од три уобичајене кристалне структуре, наиме телесно центрирану кубну (bcc), странично центрирану кубну (fcc), и хексагоналну блиско паковану (hcp). У bcc структури, сваки атом је смештен у центру коцке осам других атома. У fcc и hcp, сваки атом је окружен са дванаест других, али се слагање слојева разликује. Неки метали попримају различите структуре у зависности од температуре.
Атоми метала лако губе електроне из своје спољашње љуске, чиме настаје облак електрона који се слободно крећу унутар иначе чврстог аранжмана. Тиме се омогућава металним супстанцама да лако преносе топлоту и електрицитет. Пошто долази до протока електрона, чврста особине метала се производе електростатичким интеракцијама између сваког атома и електронског облака. Тај тип везе се назива металном везом.

## Категорије

### Племенити метали
Племенити метали су метали који имају специфичне особине и ретки су у природи. Најчешће се користе за израду накита, а раније су се користили за израду новца (златници, сребрењаци итд). У групу племенитих метала спадају злато, сребро, платина и паладијум, а користе се најчешће као легуре. Поред тога што се користе за израду накита, користе се за специјалне врсте лемова и контаката, а у новије време имају велику примену у медицини.

### Земноалкални метали
У IIа групу периодног система елемената спадају: берилијум, магнезијум, калцијум, стронцијум, баријум и радијум, и једним именом се називају земноалкални метали. Порекло заједничког имена ових елемената лежи у чињеници да су најраспрострањенији међу њима (калцијум и магнезијум) значајни састојци земљине коре и да њихови карбонати: кречњак (CaCO3), доломит (CaCO3•MgCO3), а у значајној мери и магнезит (MgCO3), представљају основне стене од којих је изграђен рељеф читавих области на Земљи. Сви су лаки метали, изузев радијума. Сивкасто су беле боје, металног сјаја, али на ваздуху брзо потамне, услед оксидације и пресвлачења танким слојем оксида који их штити од даље оксидације. Тврдоћа се разликује од елемента до елемента због тога што поседују различите типове кристалне решетке, па је тако берилијум прилично тврд, а баријум мек као олово. Густина се такође разликује, али су сви тежи од воде.
Атоми ових елемената садрже по два s-електрона у највишем енергетском нивоу те су, према томе, у својим једињењима позитивно двовалентни. Због присуства два електрона у периферној сфери електронског омотача имају јако изражен позитивни метални карактер, иако имају релативно слабије изражене металне особине у односу на алкалне метале (због мањег полупречника атома и самим тим јаче изражене силе привлачења између језгра и електрона услед чега се они теже отпуштају), а поред тога земноалкални метали треба да отпусте и већи број валентних електрона да би стекли конфигурацију племенитог гаса.
Хемијски су врло реактивни, па се стога не јављају у природи у елементарном стању већ искључиво у облику својих једињења, а међу њима најраспрострањенији су калцијум и баријум. Као и у другим групама периодног система, идући одозго надоле, од берилијума ка радијуму, са растућим редним бројем повећава се метални карактер и активност елемената што је условљено повећањем пречника атома и смањењем потенцијала јонизације елемената. За сада није објашњено зашто, али се зна да је енергија јонизације код радијума већа него што се очекивало. Због негативног редокс потенцијала добра су редукциона средства.
Земноалкални метали се, иначе, одликују веома малим енергијама јонизације, па стога имају и мали коефицијент електронегативности који опада са порастом атомских бројева. Ови елементи се лако растварају у киселинама, а берилијум се раствара и у алкалним хидроксидима, јер је амфотеран.
Загрејани на ваздуху бурно сагоревају дајући оксиде, који су базични, изузев берилијума чији је оксид амфотеран. Земноалкални метали дејствују и на воду (изузев берилијума) и прелазе у одговарајуће хидроксиде, који представљају јаке базе и веома су слабо растворљиви у води. Иначе ови елементи реагују и са азотом, са угљеником, са халогеним елементима итд. Различита својства берилијума последица су тога што има мањи атомски и јонски полупречник, а и чињеница је да се код s и p- елемената јавља дијагонални ефекат.

### Алкални метали
Групи алкалних метала припадају: литијум (Li), натријум (Na), калијум (K), рубидијум (Rb), цезијум (Cs) и францијум (Fr). Заједничка ознака за електронску конфигурацију ових елемената је nS1. Вредност оксидационог броја у једињењима јонске природе је +1; граде једновалентне безбојне катјоне.
Алкални метали су добили име по имену калијума (арап. al kali - пепео биљака).
У елементарном стању атоми алкалних метала повезани слабом металном везом граде металну кристалну решетку. Због ангажовања само једног електрона веза је слаба, стога имају ниску температуру кључања и малу густину (пливају на води). Мале су тврдоће тако да се могу сећи ножем. Порастом атомског броја у групи расту и јонски радијуси и густина, док температуре топљења и кључања опадају. Сребрнастобеле су боје, добри су проводници топлоте и електрицитета. Први члан групе, литијум, има унеколико другачија својства од остатка групе. Тако је по неким особинама сличнији магнезијуму него натријуму. Веома мале димензије атома литијума и још мање његовог јона узрокују веће јачине металне везе у кристалној решетки у односу на остале алкалне метале. Због тога је литијум знатно тврђи од њих, а има и вишу температуру топљења и кључања. Алкални метали боје пламен карактеристичним бојама. Литијум боји пламен светло црвено, натријум жуто, а калијум светло љубичасто.
Према хемијском понашању алкални метали чине групу међусобно најсличнијих елемената у периодном систему елемената. Енергија јонизације опада порастом атомског броја. Вредности за прву јонизациону енергију су веома ниске (ниже од осталих елемената). Алкални метали имају најниже вредности за коефицијенте електронегативности у односу на све елементе у периодном систему. Из тога произилази њихов позитиван оксидациони број без обзира са којим елементом градили једињење. На основу редокс-потенцијала може се закључити да су то најреактивнији метали и најјача редукциона средства.
У природи се алкални метали налазе само у виду једињења, најчешће у саставу силиката и алумосиликата. Док су натријумова и калијумова једињења веома распрострањена, једињења осталих алкалних метала се јављају у малим количинама. Натријумова једињења су толико распрострањена да је тешко наћи узорак супстанце без трагова натријума (доказ за то је натријумова жута боја у пламену). Највише натријума има у алумосиликатима, каменој соли, чилској шалитри и криолиту. Калијума у земљиној кори има мање него натријума. Највише га има у облику силиката из којих га биљке не могу користити иако је веома значајан за њих. Силикати се не могу користити ни као руда за добијање калијума. Литијум се јавља у неким силикатима и фосфатима, док се рубидијум и цезијум уз остале алкалне метале у алумосиликатима и природним лежиштима калијумових једињења.

## Особине

### Хемијска својства метала
Метали имају изражену склоност да формирају катјоне путем губитка електрона. Они реагују с кисеоником из ваздуха и формирају оксиде током различитих временских периода (гвожђе рђа током година, док калијум сагорива за неколико секунди). Примери:
 (натријум оксид)
 (калцијум оксид)
 (алуминијум оксид).
Прелазни метали (као што су гвожђе, бакар, цинк, и никал) се спорије оксидују зато што они формирају пасивизирајући слој оксида који штити унутрашњост. Други, попут паладијума, платине и злата, уопште не реагују са атмосфером. Неки метали формирају заштитни слој од оксида на својој површини кроз који не могу да прођу молекули кисеоника и стога задржавају свој сјајни изглед и добру проводност током више декада (примери таквих метала су алуминијум, магнезијум, неки челици, и титанијум). Оксиди метала су генерално базни, за разлику од неметалних оксида, који су кисели. Изузеци су углавном оксиди са веома високим оксидационим стањима као што су , , и , који имају стриктно киселе реакције.
Бојење, анодизација или позлаћивање метала су добри начини спречавања њихове корозије. Међутим, реактивнији метал у електрохемијској серији се мора изабрати за покровни слој, посебно кад су могућа оштећења покровног слоја. Вода и два метала формирају електрохемијску ћелију, и ако је покровни слој мање реактиван од заштићеног метала, премаз заправо промовише корозију.

### Физичка својства метала
Карактеристична физичка својства метала могу се одредити помоћу теорије металне везе, која претпоставља постојање "електронског гаса" у кристалним решеткама метала. Заступљеност електрона који су слабије везани за атом и, услед тога лако покретни у кристалној решетки, даје свим металима добро позната својства, као што су:
- проводљивости електричне струје и топлоте
- ковност
- сјај
- непрозирност
- термичка емисија електрона

#### Температура топљења као мерило јачине металне везе
Температуре топљења налазе се у релативно широком распону, од -38,9 °C (за живу) до 3410 °C (за волфрам). При топљењу, доведена топлотна енергија троши се на раздвајање атома метала који постају покретљиви. Што је јача веза између атома у металу то је више енергије потребно да се они раздвоје и виша је температура топљења. Мада на вредност температуре топљења метала утичу и други чиниоци, на пример кристална структура, највећи утицај несумњиво има јачина металне везе у кристалној решетки сваког појединог метала.
Више температуре топљења земноалкалних метала од температуре топљења алкалних метала објашњава се теоријом електронског гаса. Према тој теорији у металним решеткама земноалкалних метала постоје два пута позитивно наелектрисани јони, па је електростатичко привлачење између јона метала и електрона из "електронског гаса" веће него код алкалних метала чији су јони једновалентни.
Код прелазних елемената (метала), на пример Fe, Ni, W, у грађењу металне везе учествују и -електрони из непопуњеног d-поднивоа, чиме расте ковалентни карактер везе, и консеквентно расту и њихове температуре топљења.

#### Електрична и топлотна проводљивост
Пошто валентни електрони у металу могу слободно да се крећу између позитивно наелектрисаних јона, лако се премештају под дејством електричног поља тј.електричну струју чини струја електрона који теку кроз метал под утицајем разлике потенцијала успостављене на крајевима металног проводника помоћу спољашњег извора струје. Такав тип електронског провођења који се остварује услед кретања електрона, назива се електронско или метално провођење струје. Метални проводници се не мењају при провођењу струје, за разлику од јонских проводника (електролита), који се мењају услед хемијске реакције (оксидо-редукције) на електродама. Метални проводници могу да проводе струју бесконачно дуго. Док се при снижењу температуре електрична проводљивост јонских проводника смањује, проводљивост металних проводника расте. Провођење топлоте у чврстим супстанцама заснива се на преношењу енергије услед додира честица (атома, молекула или јона), које јаче осцилују у топлијем делу супстанце са честицама хладнијег дела, при чему се повећавају амплитуде, вибрације атомских језгара и температура супстанце расте.
Најбољи проводници електричне струје међу металима су Ag, Au, Al, Cu.

#### Механичка својства
Пошто се електрони у металу налазе у сталном кретању и не заузимају фиксне положаје око појединих атома, атоми у металу релативно лако мењају своје положаје под дејством спољашње силе, а да при том не долази до раскидања веза између њих.
Приликом механичке деформације метала, покретљиви електрони прилагођавају се промењеном положају атома у металу, чиме оставрују и даље металну везу. Због тога се метали лако обрађују ковањем, ваљањем и другим механичким поступцима обраде. Већина ковалентних и јонских једињења не може се деформисати на такав начин. Ако се на таква једињења делује механичком силом ради промене њиховог облика, настаје разарање кристалне структуре.

#### Сјај
Метални сјај се приписује интеракцији светлости са електронима у металу. Кад светлост обасја површину метала, електрони апсорбују енергију фотона светлости и прелазе са нижег енергетског нивоа на виши ниво. Електрон се, међутим, не задржава дуго у вишем енергетском нивоу, већ реемиује фотон исте енергије и враћа се на полазни енергетски ниво. Због те реемисије светлости, металне површине изгледају као да имају јаку рефлексију и својствен им је карактеристичан сјај.

#### Термоелектронска емисија електрона
При загревању метала повећава се кинетичка енергија електрона, тако да при извесној температури неки од њих имају довољно енергије па могу да изађу из метала. Ако их још привлачи и неки позитиван потенцијал изван метала, појављује се ток електрона, односно једносмерна електрична струја. Таква појава позната је као термоелектронска емисија електрона.

## Легуре
Легура је смеша два или више елемента и којој је главна компонента метал. Већина чистих метала је било сувише мекана, крта или хемијски реактивна за практичну употребу. Комбиновањем различитих односа метала у виду легура остварује се промена својстава чистих метала и производе се жељене карактеристике. Циљ израде легура је углавном да се метали направе мање кртим, тврђим, отпорним на корозију, или да имају пожељнију боју или сјај. Од свих металних легура у данашњој употреби, легуре гвожђа (челик, нерђајући челик, ливено гвожђе, алатни челик, легирани челик) сачињавају највећу пропорцију у погледу квантитета и комерцијалне вредности. Гвожђе легирано са различитим пропорцијама угљеника даје ниско, средње и високо угљеничне челике, са повећањем садржаја угљеника се редукују дуктилност и жилавост. Додатком силицијума се формира ливено гвожђе, док се додатком хрома, никла и молибдена у угљеничне челике (више од 10%) формирају нерђајући челици.
Друге значајне металне легуре се састоје од алуминијума, титанијума, бакра и магнезијума. Легуре бакра су биле познате од праисторије — бронза је дала бронзаном добу његово име — и имају мноштво примена у данашње време, најважнија од који је у електричним проводницима. Легуре друга три метала су развијене знатно касније; услед њихове хемијске реактивности за њихову екстракцију су неопходни електролитички процеси. Легуре алуминијума, титана и магнезијума су вредне због њихових високих односа јачине и тежине; магнезијум исто тако може да пружи електромагнетну заштиту. Ти материјали су идеални за ситуације где је висок однос јачине и тежине важнији од цене, као што су примене у авио и делу аутомобилске индустрије.
Легуре које су специјално дизајниране за високо захтевне видове примене, као што су млазни мотори, могу да садрже више од десет елемената.

## Екстракција метала
Обични метали, као што су гвожђе и олово, присутни су у великим количинама у Земљиној кори. Обично се налазе у стенама као нечиста хемијска једињења која се називају руде. Руде се морају пречистити и хемијски обрадити да би се добио чист метал. Ови процеси су познати као технике екстракције, зато што се помоћу њих ваде чисти метали из нечистих металних једињења. Код већине процеса екстракције, на почетку се врши сепарација ископане или извађене руде и на тај начин се руда раздваја од камења које не садржи жељени метал. Ово се често врши уситњавањем и прањем руде.Једном када се руда одвоји од нечистоћа, хемијске реакције је претварају у чист метал. Гвожђе се, на пример, добија загревањем оксидне руде гвожђа са коксом. Ово претвара оксид у чисти метал. Племенити метали, као што су злато и платина, су ретки, због чега су и веома вредни. Племенити метали се обично налазе као скоро чисте наслаге.

## Рециклирање
Потражња за металима је блиско повезана са економским растом. Током 20. века, разноврсност металних примена је брзо растао. У данашње време, развој великих народа, као што су Кина и Индија, и напреци у технологијама, условљавају све већу потражњу. Резултат тога је проширење рударских активности, и све више и више светских металних ресурса је изнад земље у употреби, уместо у некориштеним резервама. Пример је залиха бакра у употреби. Између 1932 и 1999, количина бакра у употреби у САД је порасла са 73 g на 238 g по особи.
Метали су по својој природи подесни за рециклирање, тако да се принципу, могу користити изнова и изнова, чиме се минимизују негативни утицаји на животну средину и штеди енергија. На пример, 95% енергије која се користи за производњу алуминијум из бокситне руде се сачува кориштењем рециклираног материјала. Нивои рециклаже метала су генерално ниски. Године 2010, Међународни панел за ресурсе, чији је домаћин био Програм за заштиту животне средине Уједињених нација (UNEP) објавио је извештаје о металним резервама које постоје у друштвима и њиховим стопама рециклаже. Аутори извештаја напомињу да металне резерве у друштвима могу да служе као огромни рудници изнад земље. Они су упозорили да су степени рециклирања неких ретких метала, који се користе у апликацијама као што су мобилни телефони, батеријски пакети за хибридне аутомобиле и горивне ћелије, толико ниски да уколико се драстично не увећају, ти критични метали ће постати недоступни за употребу у модерној технологији.

## Металургија
Металургија је наука о металима, њиховим особинама и начинима њиховог издвајања из природних руда. Металурзи, такође, истражују како се особине метала могу модификовати мешањем метала и производњом супстанци које се називају легуре. Кључни део металургије је проучавање замора метала који постепено слаби метални предмет. Замор метала може бити изазван напрезањем који се понавља (гурање, вучење и увијање) на металним деловима. Ако је метал превише изложен напрезању, може доћи до појаве ситних површинских пукотина. Нова напрезања шире постојеће пукотине и стварају нове што понекад може довести до ломова.Инжењери узимају у обзир замор метала када пројектују авионе, аутомобиле, мостове и машине. Многи од наведених предмета се морају често проверавати да би се открили рани знаци замора метала. Детектори метала могу да пронађу металне предмете као што су древни новчићи, закопане испод површине тла.